# Stanisław Woś
Stanisław J. Woś (ur. 1951 w Jeżowem, zm. 11 września 2011 w Suwałkach) – polski artysta fotograf specjalizujący się w fotografii pejzażu, zajmował się także malarstwem, rysunkiem i grafiką. Członek Związku Polskich Artystów Fotografików. Autor ponad 50 wystaw indywidualnych.
W 2009 uhonorowany Brązowym Medalem „Zasłużony Kulturze Gloria Artis”.